# Casa de Sezim

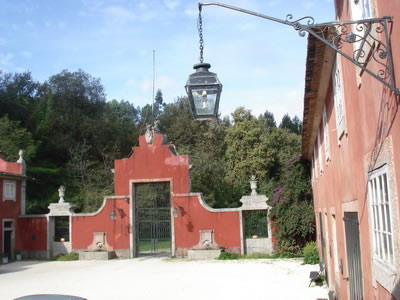
Casa de Sezim, Nespereira.

A Casa de Sezim localiza-se em Santiago de Candoso, na  União das Freguesias de Candoso São Tiago e Mascotelos, município de Guimarães, distrito de Braga em Portugal.
Desde 2006 encontra-se classificada como Imóvel de Interesse Público.

## História
Conforme um pergaminho existente no arquivo da casa, o imóvel entrou para a família dos actuais proprietários em 1376 por doação que Maria Mendes Serrazinha fez a Afonso Martins, descendente de D. João de Freitas (companheiro de D. Afonso Henriques), em atenção "às boas obras que dele recebeu e espera receber e por crença que lhe fez". D. João de Freitas foi o 1º que usou este apelido por senhorio da Casa do Paço de Freitas e da Quinta do Corvo em Fafe. Era filho de D. Diogo Gonçalves de Urrô, ou de Cete-Urrô, que morreu na Batalha de Ourique, e de D. Urraca Mendes de Bragança, irmã do cunhado do Rei D. Afonso (I) Henriques.   

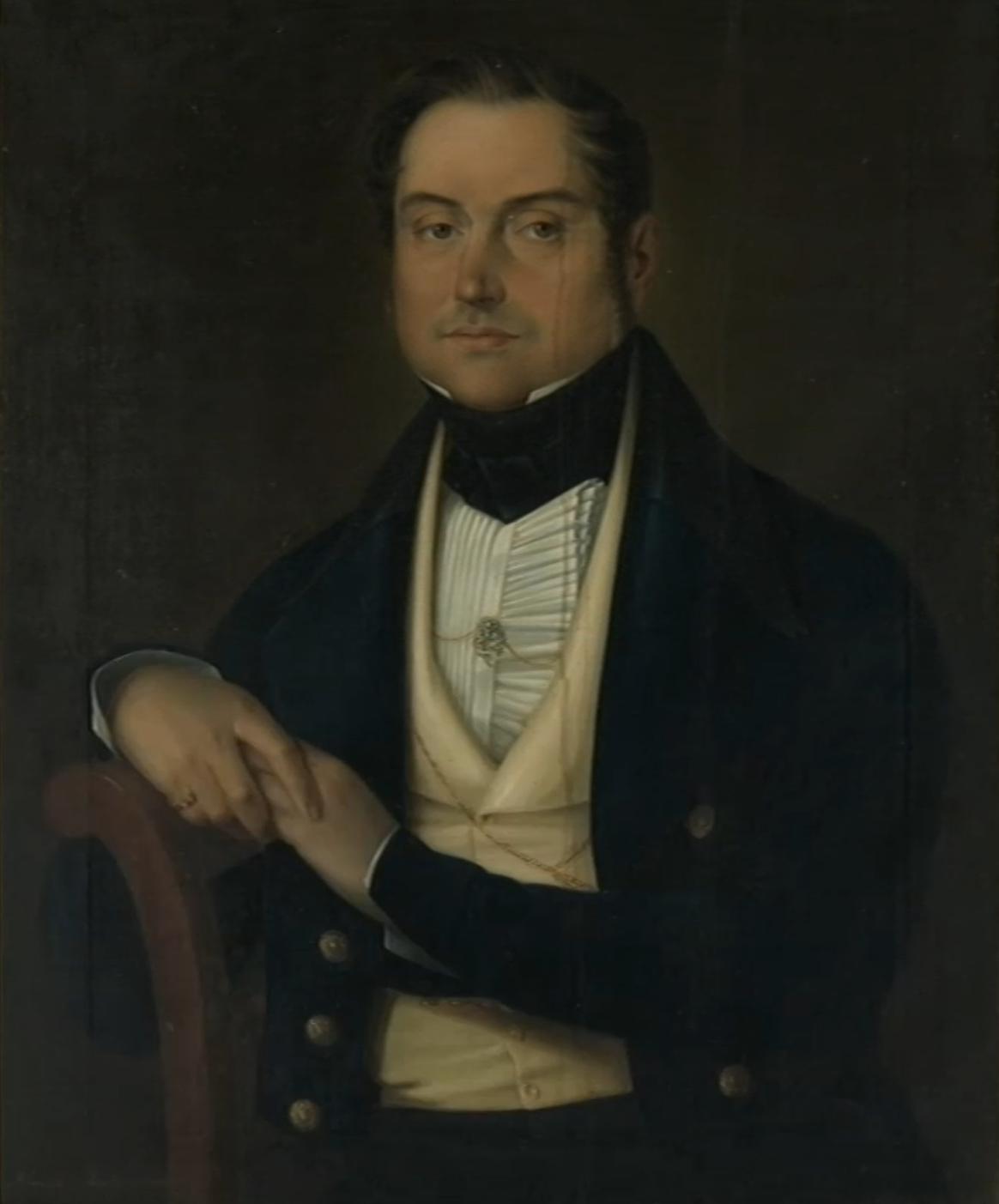
Manuel Freitas do Amaral

D. Antónia Genoveva da Silva Souto e Freitas (1773-1802) filha de um rico comerciante, no Brasil, de Tabaco e Engenhos de Açúcar, herda a Casa de Sezim e casa-se com José de Freitas do Amaral (1748-1813). Eles deixam a casa ao filho Manuel Freitas do Amaral (1797-1856) por ser o filho varão. E será Manuel que irá continuar as obras de restauro, novas construções como a Capela e o Portal de entrada, e sua decoração de interiores, iniciadas pelo pai.

## Características
A beleza da Casa, a harmonia das suas linhas, a monumentalidade da sua fachada e a colecção de papéis panorâmicos da primeira metade do século XIX que abriga nos seus salões, têm sido, nos últimos anos, motivo de curiosidade internacional.
Sobre o portão de entrada pode-se ver um brasão com as armas dos Freitas do Amaral. O interior, com paredes revestidas a papel de parede com estampas muito raras, invulgar e de beleza única. Foram produzidos pela Manufatura Zuber & Cia- Rixheim- Alsácia - França, criadas por Jean Zuber (1773-1852), foram aplicados na casa em 1834- 1840 sob as ordens do pintor Auguste Roquemont, criador do projecto de decoração da casa. Tudo indica que será de Auguste Roquemont a pintura "As aventuras de D. Quixote" em uma das salas. A casa alberga alguns móveis do século XVII.

## Turismo
Aberta todo o ano aos turistas, a casa oferece-lhes a escolha de oito quartos e duas suítes e faculta-lhes a utilização de dois salões; um a eles exclusivamente destinado e o outro preparado para a realização de conferências, colóquios e exposições. Poderão utilizar ainda a piscina, bem como os montes que a circundam para neles passearem a pé, ou para caçarem na época de inverno. Utilizando as florestas e as vinhas circundantes, poderão igualmente desfrutar de passeios de BTT ou a práctica de outras actividades radicais.
Dos terrenos circundantes da Casa há ainda a salientar a produção de vinho verde, estando a mesma inserida na Rota dos Vinhos Verdes.